# 徳島市佐古コミュニティセンター
徳島市佐古コミュニティセンター（とくしましさこコミュニティセンター）は、徳島県徳島市にある公民館である。

## 概要
徳島市佐古地区にある地区コミュニティセンターで公民館、児童館を併設している。2001年（平成13年）10月19日に開館。また各種講座も行われている。

## 施設
- 1F
  - 愛日ホール
  - 会議室
  - 調理室
  - 事務室
  - サロン室
  - 和室
- 2F
  - 児童館
  - 会議室
  - 機械室
  - 図書館
  - 屋上広場

## 交通
- JR高徳線佐古駅より徒歩約10分。